# Diocèse d'Alto Valle del Río Negro
Le diocèse d'Alto Valle del Río Negro (en latin : Dioecesis Rivi Nigri Vallensis Superioris ; en espagnol : Diócesis de Alto Valle del Río Negro) est un diocèse de l'Église catholique en Argentine, suffragant de l'archidiocèse de Bahía Blanca.

## Territoire
Il comprend les départements de General Roca et d'El Cuy de la province de Río Negro avec un territoire d'une superficie de 37 130 km2 divisé en 19 paroisses.
Le siège épiscopal est dans la ville de General Roca où se trouve la cathédrale Notre-Dame-du-Mont-Carmel.

## Historique
Le diocèse est érigé le 22 juillet 1993 par la constitution apostolique Quo facilius du pape Jean-Paul II en prenant sur le territoire du diocèse de Viedma. Il est nommé suffragant de l'archidiocèse de Bahía Blanca.
Par la lettre apostolique Sanctam Familiam du 10 octobre 1994, Jean-Paul II reconnaît que la Sainte Famille est la patronne principale du diocèse.

## Évêques
- José Pedro Pozzi, S.D.B (22 juillet 1993 - 19 mars 2003)
- Néstor Hugo Navarro (19 mars 2003 - 10 février 2010)
- Marcelo Alejandro Cuenca Revuelta (10 février 2010 - 20 mars 2021)
- Alejandro Pablo Benna (9 juillet 2021 - 28 mai 2025), nommé évêque de Morón
  - Oscar Eduardo Miñarro (depuis le 9 août 2025), administrateur apostolique